# 세기상사
세기상사(Century Co. Ltd.)는 대한민국의 주유소 극장 운영 기업이다. 본사는 서울시 중구 퇴계로 212 (충무로 4가)에 위치해 있으며 대표이사는 조영준이다. 대한극장을 소유하고 있다.

## 역사
1958년 8월 한국흥행으로 설립한 뒤 1959년 2월 대한극장을 매수하여 상호를 대한흥행로 변경하였다가 세기상사를 흡수합병하고 세기상사로 상호를 변경하였다가 1968년 5월 대한흥행으로 상호를 변경하였으며 1969년 12월 세기상사(주)를 합병하고 현재의 상호로 변경하였다.

## 상장
1968년 12월 24일에 유가증권시장에 상장되었다.

## 참고문헌
1. ↑  김소라, '주유소 이관' 세기상사, 재무구조 개선 속도 붙었다, 더벨, 2023년 3월 20일
2. ↑  박소연, 세기상사 장초반 상한가↑ 기록, 아시아경제, 2024.08.22
3. ↑  우양산업개발, 대한극장 등 소유 세기상사 인수, 뉴스핌, 2021년 2월 2일
4. ↑  세기상사 거래재개 첫날 주가 장중 상한가, 복합문화공간 사업 진출, 비즈니스포스트, 2021-12-22
5. ↑  한국영화데이터베이스-세기상사(주)